# Karzełek

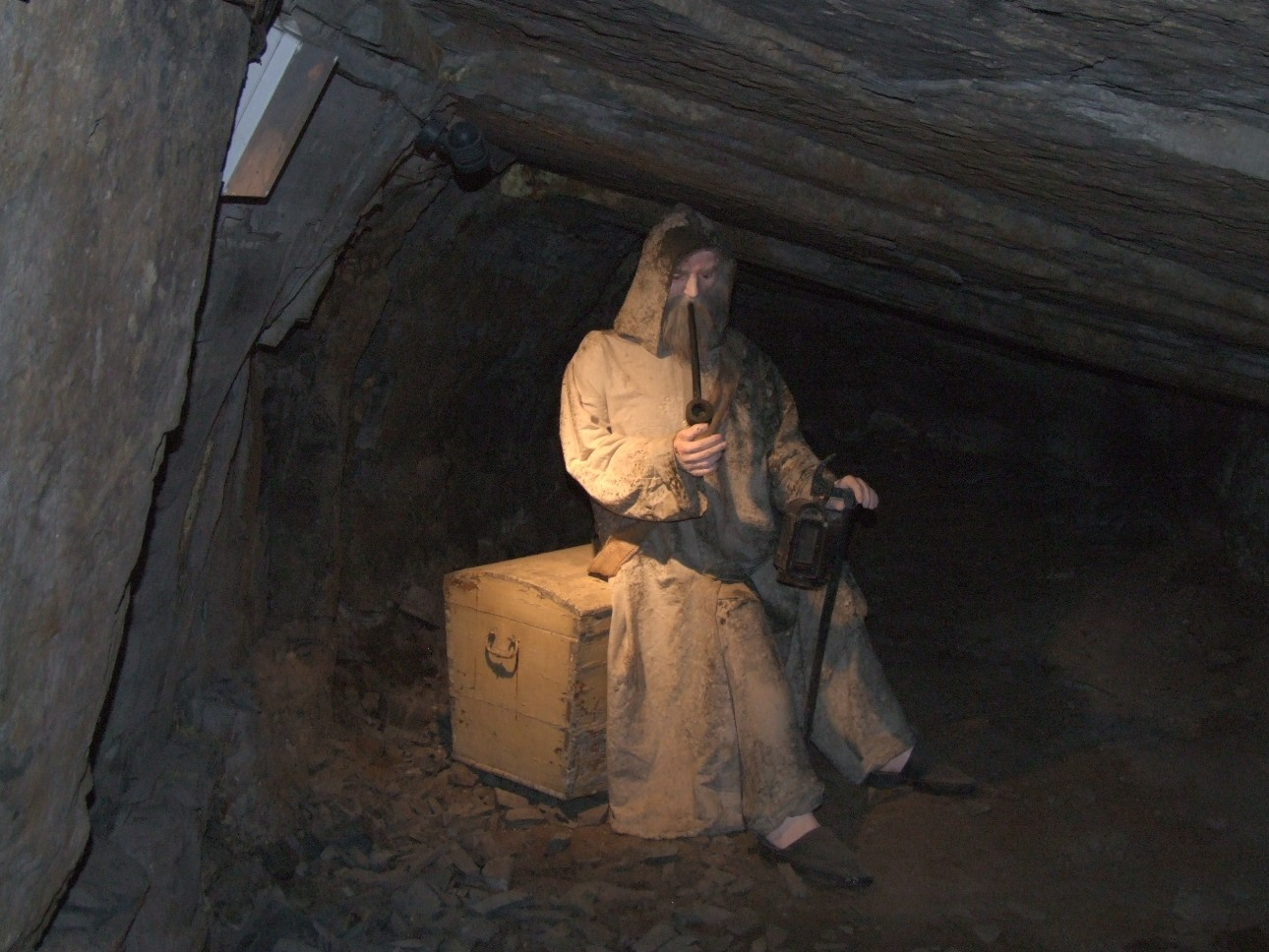
Skarbnik no Skansen Guido Subterrâneo Zabrze

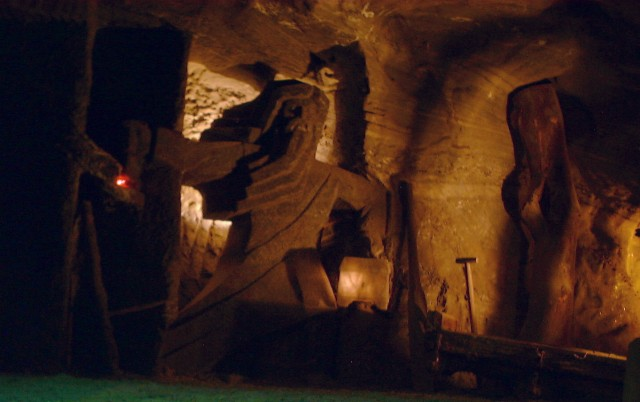
Skarbnik na Mina de Sal Wieliczka.

O Karzełek (diminutivo de karzeł – um pequeno, usado para descrever um anão não-fantástico) ou Skarbnik (o Tesoureiro) na mitologia polonesa vive em minas e no funcionamento do subterrâneo. São os guardiães das gemas, cristais e metais preciosos. Protegerão mineradores do perigo e os conduzirão de volta quando estiverem perdidos. Também conduzem os mineradores aos veios de minério. Às pessoas que são más ou os insultam são mortíferos; os empurrando para abismos escuros ou os enviando por túneis, que desabam sobre elas. Arremessar rochas, assobiar ou cobrir a cabeça de alguém são ações que são ofensivas ao Skarbnik que avisará o ofensor com um punhado de solo bombardeado em sua direção, antes de tomar uma atitude séria. A palavra tesoureiros ainda é um mistério, o nome polonês continua sendo o nome de mais próxima semelhança.